# Walter Klaas (Theologe)

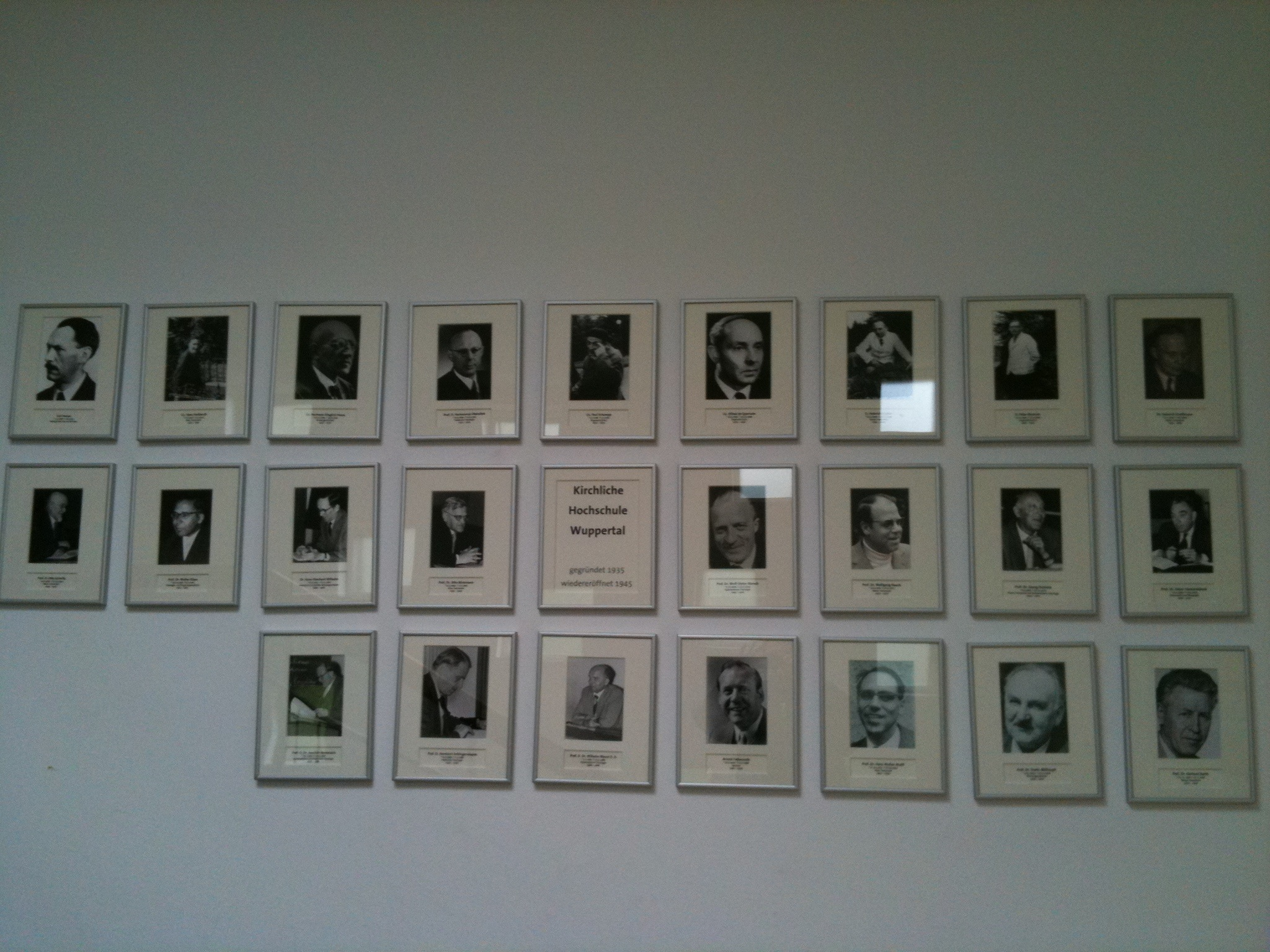
Walter Klaas in der mittleren Reihe zweiter von links in der Galerie der verstorbenen Dozenten der Kirchlichen Hochschule beim Audimax

Walter Klaas (* 18. Oktober 1904 in Wiesbaden; † 19. Juli 1961 in Wuppertal-Barmen) war evangelischer Pfarrer und Professor für Dogmen- und Theologiegeschichte.

## Leben
Von 1932 bis 1951 versah Klaas das Pfarramt in Driedorf im Westerwald, in den Jahren des Nationalsozialismus als dezidierter Vertreter der Bekennenden Kirche. Danach wurde er an die Kirchliche Hochschule Wuppertal als Dozent für das Fach Dogmen- und Theologiegeschichte berufen. Da er zu dieser Zeit nicht promoviert war, musste die Stelle jährlich neu vom nordrhein-westfälischen Kultusministerium und der hessen-nassauischen Kirche, die ihn für die Dozentur freistellte und mit einem Pfarrergehalt plus Dozentenzulage vergütete, bewilligt werden.
1954 erfolgte die von Hans Joachim Iwand betreute Promotion über Aktualität und Problematik der Theologie Adolf von Harnacks.
1956 wurde Klaas ohne Habilitation zum Professor ernannt. Im gleichen Jahr – auch um die Ernennung zum Professor überhaupt zu ermöglichen – übertrug ihm das Kollegium das Rektorat über die Kirchliche Hochschule, das er aber infolge schwerer Erkrankung nicht ausüben konnte.
Privat war Klaas seit dem 31. Juli 1948 mit Elisabeth geb. Zurheide verheiratet. Der Ehe erwuchsen drei Söhne.

## Werk
Besondere Bedeutung kommt Klaas als Verfasser zahlreicher Predigtmeditationen und biblischen Besinnungen zu. Diese wurden vor allem in der Reformierten Kirchenzeitung und in den Sammelwerken des Theologen Georg Eichholz veröffentlicht.

## Bibliografie (Auswahl)
- Der moderne Mensch in der Theologie Rudolf Bultmanns, 1947
- Die Stimme der Väter. Eine Erwägung des Heidelberger Katechismus, 1949
- Anfechtung und Trost. Auslegung ausgewählter Psalmen, 1963
- Eschatologie. Ahnung – Angst – Hoffnung, Reihe: Das Gespräch. Heft 52, Wuppertal-Barmen 1964